# Ordem da Coroa de Arruda
A Ordem da Coroa de Arruda (em alemão:  Hausorden der Rautenkrone) ou Ordem da Coroa da Saxônia foi uma ordem dinástica de cavalaria do Reino da Saxônia. A ordem recebe o nome da coroa floral verde de arruda (crancelina) encontrada no brasão da Saxônia. Ocupa o posto mais alto no antigo sistema de honra saxão.

## História
A ordem foi criada para ser a contrapartida civil da Ordem Militar de Santo Henrique, a única ordem anteriormente à disposição do novo rei. Foi fundada em 1807 por Frederico Augusto I, o primeiro rei da Saxônia.  A ordem foi originalmente limitada a 24 cavaleiros, mas exceções foram feitas para membros de casas governantes e aqueles cuja filiação à ordem aumentaria seu prestígio.
A Ordem da Coroa de Arruda foi apresentada em um único grau, Cavaleiro. Por duas vezes, a ordem foi concedida em grau especial com diamantes, ao Primeiro-Ministro português Dom Nuno José de Moura Barreto, Duque de Loulé, em 1859, e ao Chanceler Otto von Bismarck, em 1885. Desde a sua fundação até à queda do Reino da Saxónia em 1918, a ordem foi apresentada 332 vezes. 

## Cavaleiros
Fonte: 
- Príncipe Adalberto da Prússia (1884–1948)
- Adolfo, Grão-Duque de Luxemburgo
- Alberto I da Bélgica
- Príncipe Alberto da Prússia (1809–1872)
- Príncipe Alberto de Saxe-Altemburgo
- Alberto da Saxônia
- Arquiduque Alberto, Duque de Teschen
- Alberto de Saxe-Coburgo-Gota
- Prince Alberto da Prússia  (1837–1906)
- Alberto, Príncipe de Schwarzburg-Rudolstadt
- Alexandre II da Rússia
- Alexandre III da Rússia
- Alexandre de Hesse e Reno
- Alexandre, Margrave de Meissen
- Afonso XIII da Espanha
- Alfredo, 2º Príncipe de Montenuovo
- Alexandre de Teck
- Augusto de Saxe-Coburgo-Koháry
- Maximiliano de Beauharnais, 3º Duque de Leuchtenberg
- Bernardo II, Duque de Saxe-Meiningen
- Bernardo de Saxe-Weimar-Eisenach
- Jerônimo Bonaparte
- Walther Bronsart von Schellendorff
- Bernhard von Bülow
- Karl von Bülow
- Carlos, 3.° Príncipe de Leiningen
- Carlos, Conde de Molina
- Carlos I da Áustria
- Carlos I de Württemberg
- Carlos X da França
- Carlos XIV João da Suécia
- Carlos Alexandre, Grão-Duque de Saxe-Weimar-Eisenach
- Carlos Augusto, Grão-Duque Hereditário de Saxe-Weimar-Eisenach (1844–1894)
- Carlos Eduardo, Duque de Saxe-Coburgo e Gotha
- Príncipe Carlos da Prússia
- Clodwig, Príncipe de Hohenlohe-Schillingsfürst
- Cristiano IX da Dinamarca
- Cristiano de Eslésvico-Holsácia
- Constantino I da Grécia
- Eduardo de Saxe-Altemburgo
- Eduardo VII do Reino Unido
- Eitel Frederico da Prússia
- Ernesto I, Duque de Saxe-Coburgo-Gota
- Ernesto II, Duque de Saxe-Coburgo-Gota
- Ernesto Augusto, Príncipe Herdeiro de Hanôver
- Ernesto Luís de Hesse-Darmstadt
- Ernesto I de Saxe-Altemburgo
- Ernesto Gunter de Eslésvico-Holsácia
- Ernesto Henrique da Saxônia
- Ernesto II de Saxe-Altemburgo
- Fernando I da Áustria
- Fernando II de Portugal
- Fernando III da Toscana
- Fernando IV, Grão-Duque da Toscana
- Arquiduque Fernando Carlos da Áustria
- Fernando da Baviera
- Emanuel Felisberto, Duque de Aosta
- Francisco II das Duas Sicílias
- Francisco, Duque de Cádis
- Francisco Ferdinando da Áustria-Hungria
- Francisco José I da Áustria
- Francisco Carlos da Áustria
- Príncipe Francisco da Baviera
- Frederico Augusto II, Grão-Duque de Oldemburgo
- Frederico Augusto II da Saxônia
- Frederico Augusto III da Saxônia
- Frederico Francisco II de Meclemburgo-Schwerin
- Frederico Francisco III de Meclemburgo-Schwerin
- Frederico I de Anhalt
- Frederico I, Grão-Duque de Baden
- Frederico III da Alemanha
- Frederico de Württemberg
- Frederico Guilherme III da Prússia
- Frederico Guilherme, Grão-Duque de Mecklemburgo-Strelitz
- Frederico, Duque de Saxe-Altemburgo
- Frederico Cristiano, Marquês de Meissen
- Frederico Carlos da Prússia
- Príncipe Frederico Leopoldo da Prússia
- Arquiduque Frederico, Duque de Teschen
- Jorge II, Duque de Saxe-Meiningen
- Jorge, Príncipe Herdeiro da Saxônia
- Jorge, Duque de Saxe-Altemburgo
- Jorge V de Hanôver
- Jorge V do Reino Unido
- Jorge da Saxônia
- Gustavo V da Suécia
- Gustavo VI Adolfo da Suécia
- Gustavo, Príncipe de Vasa
- Max von Hausen
- Henrique da Prússia
- Henrique VII, Príncipe Reuss de Köstritz
- Hermano de Saxe-Weimar-Eisenach
- Paul von Hindenburg
- Joaquim da Prússia
- Arquiduque João da Áustria
- João Jorge da Saxônia
- Johannes, 11º Príncipe de Thurn e Táxis
- João da Saxônia
- João Alberto de Meclemburgo-Schwerin
- José, Duque de Saxe-Altemburgo
- Carlos Anton, Príncipe de Hohenzollern
- Carlos, Duque de Eslésvico-Holsácia-Sonderburgo-Glucksburgo
- Carlos Salvador da Áustria
- Príncipe Carlos Teodoro da Baviera
- Carlos Teodoro, Duque na Baviera
- Cirilo Vladimirovich da Rússia
- Hans von Koester
- Constantino Pavlovich da Rússia
- Constantino de Hohenlohe-Schillingsfürst
- Leopoldo I da Bélgica
- Leopoldo II da Bélgica
- Leopoldo IV, Duque de Anhalt
- Leopoldo Fernando de Áustria-Toscana
- Leopoldo II, Grão-Duque da Toscana
- Leopoldo da Baviera
- Louis III, Grand Duke of Hesse
- Louis IV, Grand Duke of Hesse
- Louis Antoine, Duke of Angoulême
- Ludwig I of Bavaria
- Ludwig II of Bavaria
- Ludwig III of Bavaria
- Archduke Ludwig Viktor of Austria
- Luís I of Portugal
- Luitpold, Prince Regent of Bavaria
- Maria Emanuel, Margrave of Meissen
- Prince Maximilian of Baden
- Maximilian, Hereditary Prince of Saxony
- Maximiliano Guilherme da Saxônia
- Klemens von Metternich
- Grão-Duque Miguel Nikolaevich da Rússia
- Milan I da Sérvia
- Helmuth von Moltke the Elder
- Maurício de Saxe-Altemburgo
- Napoleão III
- Napoleão Eugênio, Príncipe Imperial da França
- Nicolau Alexandrovich, Czarevich da Rússia
- Óscar II
- Oto Francisco da Áustria
- Otão da Grécia
- Paulo Frederico de Meclemburgo
- Pedro II do Brasil
- Pedro V de Portugal
- Pedro II, Grão-Duque de Oldemburgo
- Filipe de Saxe-Coburgo-Koháry
- Duque Filipe de Württemberg
- Filipe, Conde de Flandres
- Hans von Plessen
- Josef Wenzel Radetzky von Radetz
- Arquiduque Rainer Fernando da Áustria
- Duque Roberto de Württemberg
- Albrecht von Roon
- Rodolfo, Príncipe de Liechtenstein
- Rodolfo, Príncipe Herdeiro da Áustria
- Príncipe Tomas, Duque de Gênova
- Humberto I da Itália
- Vítor Emanuel II da Itália
- Vítor Emanuel III da Itália
- Valdemar da Prússia
- Alfred von Waldersee
- Arthur Wellesley, 1.º Duque de Wellington
- Guilherme II da Alemanha
- Guilherme Carlos, Duque de Urach
- Guilherme I de Württemberg
- Guilherme I da Alemanha
- Guilherme II de Württemberg
- Guilherme III dos Países Baixos
- Guilherme Ernesto, Grão-Duque de Saxe-Weimar-Eisenach
- Príncipe Guilherme de Baden (1829–1897)
- Guilherme, Príncipe de Hohenzollern
- Ferdinand von Zeppelin